# Cupa Orașelor Târguri 1970-1971
Cupa Orașelor Târguri 1970-1971 a fost cea de-a treisprezecea ediție a Cupei Orașelor Târguri. Câștigătoare a devenit Leeds United, care a învins în finală pe Juventus. 

## Prima rundă
| Echipa #1                | Total    | Echipa #2              | Tur | Retur      |
| ------------------------ | -------- | ---------------------- | --- | ---------- |
| Ilves-Kissat             | 4–5      | SK Sturm Graz          | 4–2 | 0–3        |
| Lazio                    | 2–4      | Arsenal                | 2–2 | 0–2        |
| Cork Hibernians          | 1–6      | Valencia CF            | 0–3 | 1–3        |
| Vienaer Sportclub        | 0–5      | K.S.K. Beveren         | 0–2 | 0–3        |
| B1901                    | 3–8      | Hertha BSC Berlin      | 2–4 | 1–4        |
| FC Spartak Trnava        | 2(p) – 2 | Olympique de Marseille | 2–0 | 0 – 2(aet) |
| Ruch Chorzów             | 1–3      | Fiorentina             | 1–1 | 0–2        |
| 1. FC Köln               | 5–2      | RC Paris-Sedan         | 5–1 | 0–1        |
| Internazionale           | 1–3      | Newcastle United       | 1–1 | 0–2        |
| FC Universitatea Craiova | 2–4      | Pécsi MFC              | 2–1 | 0–3        |
| GKS Katowice             | 2–4      | FC Barcelona           | 0–1 | 2–3        |
| Juventus                 | 11–0     | US Rumelange           | 7–0 | 4–0        |
| FC Barreirense           | 3–6      | NK Dinamo Zagreb       | 2–0 | 1–6        |
| La Gantoise              | 1–8      | Hamburger SV           | 0–1 | 1–7        |
| Sevilla FC               | 2–3      | Eskișehirspor          | 1–0 | 1–3        |
| AEK Atena                | 0–4      | FC Twente              | 0–1 | 0–3        |
| Hibernian FC             | 9–2      | Malmö FF               | 6–0 | 3–2        |
| Vitória SC               | 4–3      | AS Angoulême           | 3–0 | 1–3        |
| Liverpool FC             | 2–1      | Ferencvárosi TC        | 1–0 | 1–1        |
| FC Dinamo București      | 5–1      | PAOK FC                | 5–0 | 0–1        |
| Bayern München           | 2–1      | Rangers FC             | 1–0 | 1–1        |
| PFC Botev Plovdiv        | 1–6      | Coventry City FC       | 1–4 | 0–2        |
| Sparta Rotterdam         | 15–0     | ÍA                     | 6–0 | 9–0        |
| Coleraine FC             | 4–3      | Kilmarnock FC          | 1–1 | 3–2        |
| Sarpsborg F.K.           | 0–6      | Leeds United           | 0–1 | 0–5        |
| FK Partizan              | 0–6      | Dynamo Dresda          | 0–0 | 0–6        |
| Sparta Praga             | 3–1      | Athletic Bilbao        | 2–0 | 1–1        |
| Dundee United FC         | 3–2      | Grasshopper            | 3–2 | 0–0        |
| AB                       | 10–2     | Sliema Wanderers       | 7–0 | 3–2        |
| NK Željezničar           | 7–9      | RSC Anderlecht         | 3–4 | 4–5        |
| Lausanne Sports          | 1–4      | Vitória FC             | 0–2 | 1–2        |
| Hajduk Split             | 3–1      | PFC Slavia Sofia       | 3–0 | 0–1        |

### Prima manșă
| Lazio                    | 2–2 | Arsenal         |
| ------------------------ | --- | --------------- |
| Chinaglia 85' 89' (pen.) |     | Radford 52' 56' |

| Ruch Chorzów | 1–1 | Fiorentina |
| ------------ | --- | ---------- |
| Faber 46'    |     | Vitali 53' |

| Internazionale | 1–1 | Newcastle United |
| -------------- | --- | ---------------- |
| Cella 84'      |     | Davies 44'       |

| Juventus                                                     | 7–0 | US Rumelange |
| ------------------------------------------------------------ | --- | ------------ |
| Pawlowski 9' (o.g.) Bettega 15' 74' Anastasi 19' 27' 43' 70' |     |              |

| Sarpsborg F.K. | 0–1 | Leeds United AFC |
| -------------- | --- | ---------------- |
|                |     | Lorimer 77'      |

| Botev Plovdiv | 1–4 | Coventry City                                          |
| ------------- | --- | ------------------------------------------------------ |
| Radkov 75'    |     | O'Rourke 39' Neil Martin 43' O'Rourke 67' O'Rourke 89' |

### A doua manșă
| Arsenal                   | 2–0 | Lazio |
| ------------------------- | --- | ----- |
| Radford 11' Armstrong 73' |     |       |

Arsenal s-a calificat cu scorul general de 4–2.
| Fiorentina               | 2–0 | Ruch Chorzów |
| ------------------------ | --- | ------------ |
| Chiarugi 42' Mariani 47' |     |              |

Fiorentina s-a calificat cu scorul general de 3–1.
| Leeds United AFC                             | 5–0 | Sarpsborg F.K. |
| -------------------------------------------- | --- | -------------- |
| Charlton 22' 61' Bremner 71' 88' Lorimer 90' |     |                |

Leeds s-a calificat cu scorul general de 6–0.
| Newcastle United      | 2–0 | Internazionale |
| --------------------- | --- | -------------- |
| Moncur 29' Davies 70' |     |                |

Newcastle United s-a calificat cu scorul general de 3–1.
| US Rumelange | 0–4 | Juventus                          |
| ------------ | --- | --------------------------------- |
|              |     | Novellini 30' 44' 87' Landini 37' |

Juventus s-a calificat cu scorul general de 11–0.
| Coventry City           | 2–0 | Botev Plovdiv |
| ----------------------- | --- | ------------- |
| Joicey 30' Blockley 35' |     |               |

Coventry City s-a calificat cu scorul general de 6–1.

## A doua rundă
| Echipa #1         | Total    | Echipa #2           | Tur | Retur      |
| ----------------- | -------- | ------------------- | --- | ---------- |
| SK Sturm Graz     | 1–2      | Arsenal             | 1–0 | 0–2        |
| Valencia CF       | 1–2      | K.S.K. Beveren      | 0–1 | 1–1        |
| Hertha BSC Berlin | 2–3      | FC Spartak Trnava   | 1–0 | 1–3        |
| Fiorentina        | 1–3      | 1. FC Köln          | 1–2 | 0–1        |
| Newcastle United  | 2 – 2(p) | Pécsi MFC           | 2–0 | 0 – 2(aet) |
| Barcelona         | 2–4      | Juventus            | 1–2 | 1–2        |
| NK Dinamo Zagreb  | 4–1      | Hamburger SV        | 4–0 | 0–1        |
| Eskișehirspor     | 4–8      | FC Twente           | 3–2 | 1–6        |
| Hibernian FC      | 3–2      | Vitória SC          | 2–0 | 1–2        |
| Liverpool FC      | 4–1      | FC Dinamo București | 3–0 | 1–1        |
| Bayern München    | 7–3      | Coventry City FC    | 6–1 | 1–2        |
| Sparta Rotterdam  | 4–1      | Coleraine FC        | 2–0 | 2–1        |
| Leeds United      | 2(a) – 2 | Dynamo Dresda       | 1–0 | 1–2        |
| Sparta Praga      | 3–2      | Dundee United FC    | 3–1 | 0–1        |
| AB                | 1–7      | RSC Anderlecht      | 1–3 | 0–4        |
| Vitória FC        | 3–2      | Hajduk Split        | 2–0 | 1–2        |

### Prima manșă
| Fiorentina  | 1–2 | 1. FC Köln    |
| ----------- | --- | ------------- |
| Mariani 20' |     | Flohe 25' 46' |

| Barcelona   | 1–2 | Juventus               |
| ----------- | --- | ---------------------- |
| Marcial 74' |     | Haller 12' Bettega 55' |

| Leeds United AFC | 1–0 | Dynamo Dresda |
| ---------------- | --- | ------------- |
| Lorimer 57'(pen) |     |               |

### A doua manșă
| Dynamo Dresda         | 2–1 | Leeds United AFC |
| --------------------- | --- | ---------------- |
| Hemp 15' Kreische 63' |     | Jones 30'        |

Leeds s-a calificat cu scorul general de on away goal rule after 2–2.
| 1. FC Köln        | 1–0 | Fiorentina |
| ----------------- | --- | ---------- |
| Biskup 33' (pen.) |     |            |

1. FC Köln s-a calificat cu scorul general de 3–1.
| Juventus               | 2–1 | Barcelona |
| ---------------------- | --- | --------- |
| Bettega 5' Capello 23' |     | Pujol 83' |

Juventus s-a calificat cu scorul general de 4–2.

## A treia rundă
| Echipa #1         | Total | Echipa #2        | Tur | Retur      |
| ----------------- | ----- | ---------------- | --- | ---------- |
| Arsenal           | 4–0   | K.S.K. Beveren   | 4–0 | 0–0        |
| FC Spartak Trnava | 0–4   | 1. FC Köln       | 0–1 | 0–3        |
| Pécsi MFC         | 0–3   | Juventus         | 0–1 | 0–2        |
| NK Dinamo Zagreb  | 2–3   | FC Twente        | 2–2 | 0–1        |
| Hibernian FC      | 0–3   | Liverpool FC     | 0–1 | 0–2        |
| Bayern München    | 5–2   | Sparta Rotterdam | 2–1 | 3–1        |
| Leeds United      | 9–2   | Sparta Praga     | 6–0 | 3–2        |
| RSC Anderlecht    | 3–4   | Vitória FC       | 2–1 | 1 – 3(aet) |

### Prima manșă
| Leeds United AFC                                                      | 6–0 | Sparta Praga |
| --------------------------------------------------------------------- | --- | ------------ |
| Clarke 19' Chovanec 24'(o.g.) Bremner 26' E Gray 28' 36' Charlton 54' |     |              |

| Pécsi MFC | 0–1 | Juventus   |
| --------- | --- | ---------- |
|           |     | Causio 31' |

### A doua manșă
| Juventus         | 2–0 | Pécsi MFC |
| ---------------- | --- | --------- |
| Anastasi 85' 87' |     |           |

Juventus s-a calificat cu scorul general de 3–0.
| Sparta Praga         | 2–3 | Leeds United AFC                  |
| -------------------- | --- | --------------------------------- |
| Barton 65' Urban 80' |     | E Gray 12' Clarke 32' Belfitt 35' |

Leeds s-a calificat cu scorul general de 9–2.

## Sferturi
| Echipa #1    | Total    | Echipa #2      | Tur | Retur      |
| ------------ | -------- | -------------- | --- | ---------- |
| Arsenal FC   | 2 – 2(a) | 1. FC Köln     | 2–1 | 0–1        |
| Juventus     | 4–2      | FC Twente      | 2–0 | 2 – 2(aet) |
| Liverpool FC | 4–1      | Bayern München | 3–0 | 1–1        |
| Leeds United | 3–2      | Vitória FC     | 2–1 | 1–1        |

### Prima manșă
| Juventus                | 2–0 | FC Twente |
| ----------------------- | --- | --------- |
| Haller 7' Novellini 80' |     |           |

| Leeds United AFC           | 2–1 | Vitória FC  |
| -------------------------- | --- | ----------- |
| Lorimer 19' Giles 72'(pen) |     | Baptista 2' |

### A doua manșă
| FC Twente               | 2 – 2 (a.e.t.) | Juventus         |
| ----------------------- | -------------- | ---------------- |
| Pahlplatz 11' Drost 49' |                | Anastasi 96' 98' |

Juventus s-a calificat cu scorul general de 4–2.
| Vitória FC   | 1–1 | Leeds United AFC |
| ------------ | --- | ---------------- |
| Baptista 84' |     | Lorimer 17'      |

Leeds s-a calificat cu scorul general de 3–2.

## Semifinale
| Echipa #1    | Total | Echipa #2    | Tur | Retur |
| ------------ | ----- | ------------ | --- | ----- |
| 1. FC Köln   | 1–3   | Juventus     | 1–1 | 0–2   |
| Liverpool FC | 0–1   | Leeds United | 0–1 | 0–0   |

### Prima manșă
| 1. FC Köln  | 1–1 | Juventus    |
| ----------- | --- | ----------- |
| Thielen 87' |     | Bettega 37' |

| Liverpool FC | 0–1 | Leeds United AFC |
| ------------ | --- | ---------------- |
|              |     | Bremner 62'      |

### A doua manșă
| Juventus                | 2–0 | 1. FC Köln |
| ----------------------- | --- | ---------- |
| Capello 2' Anastasi 85' |     |            |

Juventus s-a calificat cu scorul general de 3–1.
| Leeds United AFC | 0–0 | Liverpool FC |
| ---------------- | --- | ------------ |
|                  |     |              |

Leeds s-a calificat cu scorul general de 1–0.

## Finala

### Prima manșă
| Juventus | 0–0 | Leeds United |
| -------- | --- | ------------ |
|          |     |              |

Meciul a fost abandonat în minutul 51 din cauza unei ploi torențiale și a îmbăltocirii terenului.

#### Rejucare
| Juventus                | 2–2 | Leeds United          |
| ----------------------- | --- | --------------------- |
| Bettega 27' Capello 56' |     | Madeley 48' Bates 77' |

### A doua manșă
| Leeds United | 1–1 | Juventus     |
| ------------ | --- | ------------ |
| Clarke 12'   |     | Anastasi 20' |

Leeds United 3–3 Juventus. Leeds United a câștigat cupa cu scorul general de datorită golului marcat în deplasare.

## Superfinala
Câștigătoarea competiției, Leeds United, s-a calificat în Superfinala Cupei Orașelor Târguri, un meci decisiv pentru determinarea deținătoarei permanente a trofeului Cupei Orașelor Târguri.